# ناحیه میتینا
ناحیه میتینا (به لاتین: Mityana District) یک منطقهٔ مسکونی در اوگاندا است که در استان مرکزی، اوگاندا واقع شده‌است. ناحیه میتینا ۳۱۱٬۶۰۰ نفر جمعیت دارد.